# Norton, Kansas
Norton là một thành phố thuộc quận Norton, tiểu bang Kansas, Hoa Kỳ. Năm 2010, dân số của xã này là 2928 người.

## Dân số
Dân số các năm:
- Năm 2000: 3012 người
- Năm 2010: 2928 người